# Parc national Terra-Nova
Pour les articles homonymes, voir Terranova et Terra Nova.
Le parc national Terra-Nova est un parc national du Canada de 400 km2 situé dans la province de Terre-Neuve-et-Labrador. Le parc a été créé en 1957.

## Histoire
Le parc national Terra-Nova a été créé par Lee Wulff, un sportif américain, qui a été recruté par le Ministère des Mines et des Ressources de la province de Terre-Neuve-et-Labrador pour développer l'industrie du tourisme de la région.
Le parc a été inauguré le 12 avril 1957 par l'honorable Jean Lesage alors ministre responsable des parcs nationaux au niveau fédéral canadien.

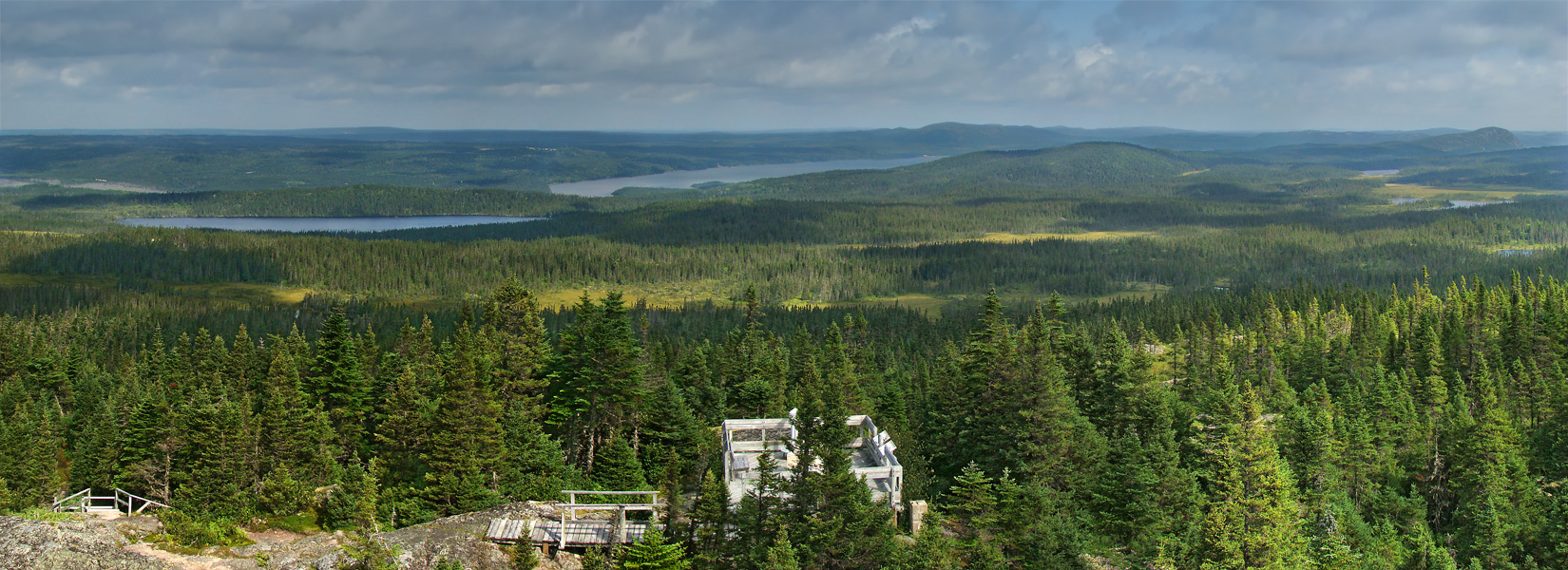
Panorama depuis Ochre Hill

## Géographie

### Localisation
Le parc a une superficie de 399,9 km2. Il est situé au nord-est de Terre-Neuve, au fond de la baie de Bonavista et comprend le fjord Newman ainsi que la rive nord du fjord Clode. Il est situé sur la route Transcanadienne à 200 km à l'ouest de Saint-Jean et à 180 km à l'est de Grand Falls-Windsor.
Il est presque entièrement compris dans des territoires non-organisé de la division No. 7, à l’exception d'une petite parcelle de 359 ha qui est située dans la municipalité de Port Blandford. Il partage ses limites avec deux aires marines protégées, soit le refuge d'oiseaux de Terra-Nova et la zone de protection marine d'Eastport.

### Hydrographie
Le parc est intimement lien avec le milieu marin, la côte océanique du parc est longue de 238 km et aucun point de celui-ci est à plus de cinq kilomètres de l'océan. Il comprend aussi 134 étangs (Pond,) et 86 cours d'eau. Les étendues d'eau, dont le plus important est l'étang Dunphy, couvrent 7 % du parc et les milieux humides (tourbières et marais) 15 % du parc.

## Patrimoine naturel

### Flore
On retrouve dans le parc national Terra-Nova 523 espèces de plantes vasculaires. De ses espèces, 427 sont indigènes, 89 ont été introduites et sept sont de nature hybride. Les forêts dominées par l'épinette noire (Picea mariana) couvre environ 70 % du parc, on y retrouve aussi quelques petits peuplements de sapin baumier (Abies balsamea), de bouleau à papier (Betula papyrifera), d'érable rouge (Acer rubrum) et de peuplier faux-tremble (Populus tremuloides). Environ 7 % du parc est recouvert de landes dominées principalement par le kalmia (Kalmia sp.).